# Ili (Fluss)
Der Ili (kasachisch Іле (İle), chinesisch 伊犁河, Pinyin Yīlí Hé, uigurisch ئىلى دەرياسى Ili Dəryasi, russisch Или; auch Chüngges) ist ein 1001 km langer Fluss in China und Kasachstan (Zentralasien). Mit dem linken Quellfluss Tekes (Tekes He) ist er 1439 km lang.

## Verlauf
Der Ili entsteht an der nördlichen Abdachung des Tianshan-Gebirges im Uigurischen Autonomen Gebiet Xinjiang im Nordwesten der Volksrepublik China am Zusammenfluss seiner beiden Quellflüsse Tekes von links und Künes von rechts. Die Quelle des Künes liegt zwischen den Teilgebirgen Narat (Khaliq tau) und Irenchabirga (Ereen Chabarg), die bis zu 5500 m hoch aufragen. Von dort aus fließt der wasserreiche Künes in westlicher Richtung durch ein stets breiter werdendes Hochgebirgstal, wobei er das südlich aufragende Ili-Gebirge passiert, ein weiterer Teil des Tianshan. Dann vereinigt sich der Künes mit dem von Süden kommenden 438 km langen Tekes zum Ili.
Danach trifft der Kax aus Richtung Norden auf den Ili. Wenig später erreicht sein Wasser die chinesische Stadt Gulja, die Hauptstadt des Kasachischen Autonomen Bezirks Ili (in China). Weiter westlich kreuzt der Ili die Grenze zu Kasachstan. Kurz nach der Grenze bildet er abschnittsweise die Südgrenze des Altyn-Emel-Nationalparks. Die breite Talung des Mittellaufs des Ili wird nach Süden durch den Transili-Alatau begrenzt – wörtlich übersetzt ein „Gebirge jenseits des Ili“. Nördlich der ehemaligen kasachischen Hauptstadt Almaty, die der Ili in dieser Himmelsrichtung etwa 70 km entfernt passiert, fließt er durch den Qapschaghai-Stausee (Fläche 1847 km²; Inhalt 28,10 km³), der ihm zu Bewässerungszwecken und zur Trinkwasserversorgung reichlich Wasser entzieht.
Dessen ungeachtet fließt der Ili trotzdem mit verhältnismäßig viel Wasser durch das Siebenstromland in nordwestlicher Richtung durch eine wüstenhafte Steppe, verliert dann aber unter anderen durch Verdunstung reichlich Wasser und mündet über ein ausgedehntes, artenreiches Delta in den abflusslosen Balchaschsee. Dessen Größe nahm (und nimmt) durch die steigende Wasserentnahme in China und Kasachstan seit einigen Jahren stark ab.

## Flusslänge
Der Ili, wie obig bereits erwähnt, anfangs Künges genannt, ist von der Einmündung des 438 km langen Tekes bis zu seiner Mündung in den Balchaschsee 1.001 km lang. Von der Quelle des Tekes, eines seiner linken Zuflüsse, legt das Wasser 1.439 km zurück. Innerhalb Kasachstans beträgt die Fließstrecke des Ili verschiedenen Angaben zufolge 815 bzw. 768 km.

## Ili-Delta
Der Ili mündet im Südwesten des Balchaschsee, wo er ein etwa 8000 Quadratkilometer (km²) großes Delta bildet. Das Delta des Ili wird derzeit für eine Ansiedlung des Tigers geprüft, der dort bis mindestens 1948 als Kaspischer Tiger vorkam. Da diese Unterart ausgerottet ist, denkt man über das Einführen des nah verwandten Sibirischen Tigers nach. Im Bereich des Ili-Deltas existieren größere Bestände von Wildschweinen und Gazellen sowie einige Rehe. Im Gebiet der Saryesik-Atyrau-Wüste östlich des Deltas lebt auch eine kleinere Population der Saigaantilope. Dagegen sind der Bucharahirsch und der Asiatische Halbesel als weitere potentielle Beutetiere ausgerottet. Diese Arten würden ebenfalls wieder angesiedelt werden. Die Vegetation des Deltas besteht aus Auwäldern, die vor allem von Ölweiden, Weiden und Pappeln gebildet werden, sowie aus Hochgras- und Schilfgebieten, die von Dünen, Steppen und Buschgebieten unterbrochen sind. Um das Delta herum dominieren Halbwüstengebiete.
Das Delta ist dünn besiedelt und wird vor allem für die Tierzucht und fischereiwirtschaftlich genutzt. Die einzige größere Siedlung im Delta ist Kuigan.
Ein Areal von 9766 km² im Bereich des Deltas wurde zum Ramsar-Gebiet erklärt. Es beherbergt 427 Pflanzen- und 345 Tierarten, darunter wichtige Populationen von seltenen Arten wie Krauskopfpelikan, Kropfgazelle, Tigeriltis, Weißkopf-Ruderente, Rothalsgans und Glattdick. Die kasachische Regierung plant, aus drei Reservaten, dem Balkash-, dem Karoy- und dem Kukan-Reservat, die im Delta liegen, einen Nationalpark zu bilden.